# 弗雷蒂尼
弗雷蒂尼（法語：Frétigny，法語發音：[fʁetiɲi]）是法国厄尔-卢瓦省的一个旧市镇，属于诺让勒罗特鲁区。2019年，弗雷蒂尼与市镇圣但尼多图合并为新市镇圣蒂尼。

## 地理
弗雷蒂尼（48°22'21"N, 0°58'13"E）面积22.99 平方千米，位于法国中央-卢瓦尔河谷大区厄尔-卢瓦省，该省份为法国北部内陆省份，北起顺时针与厄尔省、伊夫林省、埃松省、卢瓦雷省、卢瓦-谢尔省、萨尔特省和奧恩省接壤。
与弗雷蒂尼接壤的市镇（或旧市镇、城区）包括：圣但尼多图。
弗雷蒂尼的时区为UTC+01:00、UTC+02:00（夏令时）。

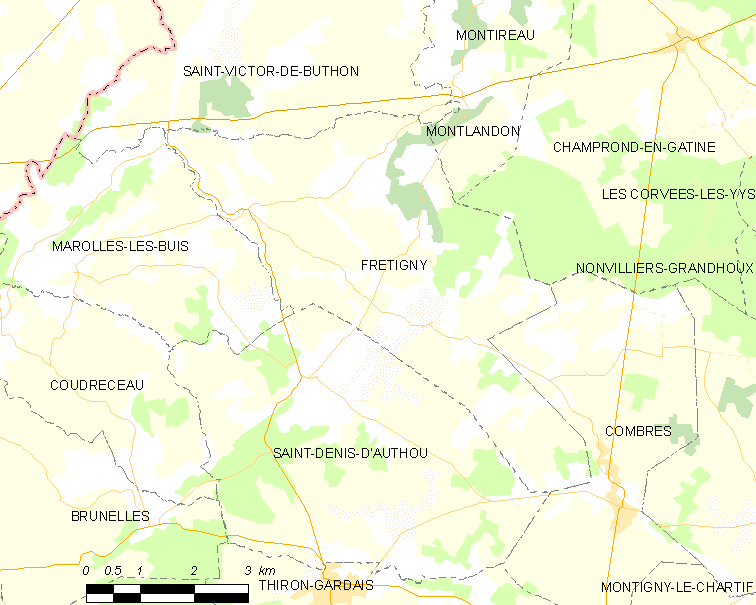
弗雷蒂尼的OSM定位图

## 行政
弗雷蒂尼的邮政编码为28480，INSEE市镇编码为28165。

## 政治
弗雷蒂尼所属的省级选区为诺让勒罗特鲁县。

## 人口

1962-2008年间弗雷蒂尼人口变化图示

弗雷蒂尼于2018年1月1日时的人口数量为521人。